# Isidro Rojas

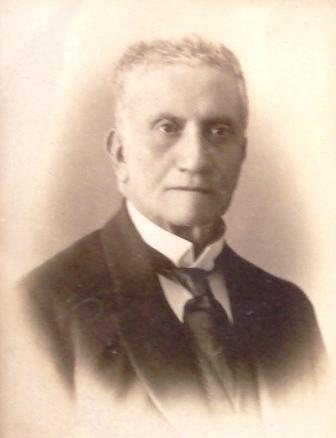
Lic. Isidro Rojas.

Isidro Rojas (Zacatecas, Zacatecas, México, 1847 - Ciudad de México, 1924) fue un abogado, autor de diversas obras y artículos relacionados con el Derecho y la Geografía.
Creó el Bufete Central de Negocios Judiciales y Administrativos, uno de los primeros y más importantes bufetes jurídicos de la época del Porfiriato.
Fue miembro de la Sociedad Mexicana de Geografía y Estadística de la que fue Primer Secretario y Director del Boletín de dicha Sociedad.

## Biografía
Isidro Rojas fue hijo del Lic. Francisco Rojas Márquez y la señora Doña Lourdes Nava.
Realizó sus estudios en el Seminario Conciliar de Zacatecas y en el Instituto de Ciencias, en la misma ciudad. Posteriormente estudia en la Escuela Nacional de Jurisprudencia en la Ciudad de México, en donde se recibe el 21 de abril de 1879.
Posteriormente regresa a Zacatecas y gana las elecciones para diputado local en los municipios de Nieves en 1896 y Tlaltenango en 1898. Es electo diputado federal en 1912, aunque no llega a ocupar el cargo.
Alrededor de 1900 estableció el Bufete Central en la calle Parque del Conde (actualmente ya no existe), en el centro de la Ciudad de México. Ahí atendía todo tipo de litigios, muchos de ellos incluso fueron publicados para dar a conocer los trabajos del bufete. Su especialidad fueron los Juicios de Amparo.
Aunado a su carrera como abogado siempre estuvo su interés por la Geografía. Es por eso que se acerca a la Sociedad Mexicana de Geografía y Estadística SMGE, en la que es aceptado como corresponsal de Zacatecas en 1892. En 1894 se le nombra socio honorario, en 1900 se le nombra Primer Prosecretario, En 1909 se le nombra Primer Secretario y en 1913 se le nombra Director del Boletín de la Sociedad Mexicana de Geografía y Estadística, encargándose de la publicación del mismo hasta 1915.
En 1895, el presidente Porfirio Díaz encomendó a un grupo de expertos de la SMGE que elaboraran un dictamen acerca de los derechos de México sobre un grupo de islas denominadas el Archipiélago del Norte. En esa ocasión el Lic. Isidro tuvo la oportunidad de hacer un estudio jurídico desde la perspectiva del derecho internacional.
En 1898, y como parte del 47.º aniversario de la SMGE, elaboró un "Estudio Biográfico de los Vicepresidentes de la Sociedad Mexicana de Geografía y Estadística" que se presentó en sesión solemne con la presencia del Presidente de la República. En dicho estudio destacan las biografías de José María Lafragua, Leopoldo Río de la Loza, Manuel Orozco y Berra, Ignacio M. Altamirano y Miguel Lerdo de Tejada, ya que todos ellos fueron alguna vez vicepresidentes de la SMGE. Esta colección de biografías se publicó hasta dos años después, en 1900.
En 1905, también a petición del presidente Díaz se elaboró un dictamen acerca de lo conveniente o no de expropiar el petróleo, los argumentos jurídicos de dicha comisión han servido como antecedentes en estudios posteriores.
En 1910 se realizó el Concurso Científico y Artístico del Centenario, para conmemorar los primeros cien años de independencia en México. Su trabajo “Progreso de la geografía en México en el primer siglo de su independencia” representó a la SMGE en este concurso junto con la obra "Apuntes para la Historia de la Estadística en México de 1821 a 1910" del profesor Francisco Barrera Lavalle.
En 1912 realiza su última obra conocida "La última nota de la Cancillería Americana".

## Obras
Algunas de sus obras son:
- “El archipiélago del norte. Derechos de México sobre ese grupo de islas”

Boletín de la Sociedad Mexicana de Geografía y Estadística. 1895. p. 575-597 
- “El embargo de los valores mexicanos en Nueva York, desde el punto de vista jurídico”.

Imprenta y Casa Editorial J.M. Mellado, 1899.
- “La evolución del derecho en México”

Imprenta Mellado y Pardo, 1900.
- "Estudio biográfico de los Vicepresidentes de la Sociedad Mexicana de Geografía y Estadística". Tip. de El País. 1900.
- “Las minas de Corralitos” Tipográfica Mellado y Pardo, 1901
- Dictamen para la expropiación de "Criaderos de carbón de piedra en todas sus variedades, así como los manantiales de petróleo”.

Academia Mexicana de Jurisprudencia y Legislación Antigua Casa Editorial José María Mellado, 1905
- “El Japón: Estudio histórico y sociológico”

Imprenta y Fototipia de la Secretaría de Fomento, 1905.
- “El amparo y sus reformas” Obra realizada junto con el Lic. Francisco Pascual García. Tipográfica de la Compañía Editorial Católica, 1907.[12]
- “Progreso de la geografía en México en el primer siglo de su independencia”. Tipográfica de la Viuda de F. Díaz de León, 1911.
- “La última nota de la Cancillería Americana ante los principios del Derecho Internacional”. Imprenta de Arturo García Cubas, 1912

Algunas de sus obras se han reeditado:
- "El amparo y su reformas" reeditado en versión facsimilar por la Suprema Corte de Justicia en el 2002 ISBN 970-712-148-3
- "El archipiélago del norte" publicado como apéndice por la Secretaría de Relaciones Exteriores en 1993 ISBN 968-16-3949-9
- “La evolución del derecho en México”, publicado en el Anuario Jurídico de la UNAM en 1983.